# Nikolaus Graf von Üxküll-Gyllenband

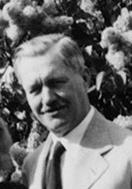
Nikolaus Graf von Üxküll-Gyllenband (1939)

Nikolaus Graf von Üxküll-Gyllenband (* 14. Februar 1877 in Güns, Königreich Ungarn; † 14. September 1944 in Berlin-Plötzensee) war ein deutscher Kaufmann, Oberst z.V. und Widerstandskämpfer des 20. Juli 1944.

## Leben
Nikolaus Graf von Üxküll-Gyllenband stammte aus dem deutsch-baltischen Adelsgeschlecht Uexküll. Er war das jüngste von sechs Kindern von Alfred Richard August Graf Üxküll-Gyllenband (* 1838, † 1877) und seiner Ehefrau Valerie geb. Gräfin von Hohenthal (* 1841, † 1878). Zu seinen älteren Geschwistern gehörten unter anderem die spätere DRK-Oberin Alexandrine Gräfin von Üxküll-Gyllenband, Caroline, die Mutter der Widerstandskämpfer und Brüder Berthold und Claus Schenk Graf von Stauffenberg, und Albertine, die Mutter Caesar von Hofackers, der ebenfalls eine zentrale Rolle im militärischen Widerstand gegen Hitler übernommen hatte.
Bereits kurz nach Nikolaus’ Geburt verstarb der unheilbar erkrankte Vater und auch die Mutter, eine Enkelin von Generalfeldmarschall August Graf Neidhardt von Gneisenau, erlebte den ersten Geburtstag ihres jüngsten Kindes nicht. So wuchsen die Kinder als Vollwaisen am Stuttgarter Hof auf, wo die Tante Olga Gräfin von Üxküll-Gyllenband (genannt „Osch“) Hofdame der württembergischen Königin war. Sie widmete sich ausschließlich der Kindererziehung und heiratete nicht.
Graf Nikolaus besuchte in Stuttgart das Gymnasium und trat der Familientradition folgend 1895 als Fahnenjunker ins österreichische Militär ein.
1908 heiratete „Nux“, so der Kosename des Grafen, Ida Freiin von Pfaffenhofen-Chledowsky (* 1887). Sie hatten drei Kinder: Alexander Reichsgraf von Üxküll-Gyllenband (* 1909, † 1999), Elisabeth Reichsgräfin von Üxküll-Gyllenband, verh. von Handel (* 1911, † 1980), und Olga Reichsgräfin von Üxküll-Gyllenband, verh. von Saucken (* 1920, † 2014).
Zu Beginn des Ersten Weltkrieges war Nikolaus Graf von Üxküll-Gyllenband als Hauptmann im k.u.k. Generalstabskorps dem Generalkavallerieinspektor Karl Georg Graf Huyn zugeordnet. Im Oktober 1917 erfolgte dann eine halbjährige Versetzung als Vertreter des österreichischen Militärattachés in Konstantinopel. Als Oberstleutnant im Generalstab verließ er 1918 die Armee und kehrte nach Deutschland zurück.
In den 1920er Jahren baute er sich eine völlig neue Existenz als Kaufmann bei einem polnischen Holzhändler auf und war von 1923 bis 1934 Leiter der gräflich Tiele-Wincklerschen Vermögensverwaltung in Berlin. Mit Wirkung vom 1. Mai 1933 trat Üxküll der NSDAP bei. 1934 begann Graf Üxküll-Gyllenband historische Studien bei Walter Elze an der Friedrich-Wilhelms-Universität Berlin und wurde im August 1937 im Reichskommissariat für Preisbildung als Referent angestellt. Diese Stellung hatte er bis 1941 inne. Er stand den Ideen des Nationalsozialismus zu Beginn positiv gegenüber, die Art und Weise der Ausführung widersprachen jedoch seinem Verständnis von Anstand, Ehre und Tradition. 1941 wurde er in die Wehrmacht einberufen. Seine Bedenken und Skrupel vermittelte er als Onkel im fortgeschrittenen Alter auch seinem Patenkind Claus und dessen Bruder Berthold Schenk Graf von Stauffenberg. Bereits 1939 wollte er beide Brüder für den Widerstand gewinnen. Zum Freund der Brüder Stauffenberg, Theodor Pfizer, sagte Üxküll während des Frankreichfeldzuges, dass Hitler verhaftet und vor Gericht gestellt werden sollte.
1942 war Üxküll südöstlich von Leningrad, im Wolchowgebiet (Kessel von Tschudowo), eingesetzt, um die dortigen Soldaten zu erfassen und diese in Kampfeinheiten zu ordnen. Die Bemühungen galten der Befestigung und Verteidigung von Tschudowo. Anfang 1943 schritt er in Pryluky in der Ukraine gegen die Erschießung von Zivilisten ein. Am 29. Februar 1944 schied Nikolaus von Üxküll-Gyllenband als Oberst aus dem aktiven Heeresdienst aus.
Nach der schweren Verwundung seines Neffen Claus in Afrika betreute er diesen. Ende 1943 wurde er in die Umsturzpläne eingeweiht. Aufgrund seiner Kenntnisse über die Donaumonarchie war er als Verbindungsoffizier zwischen dem Oberkommando des Heeres und dem Generalkommando Prag (Wehrkreis Böhmen-Mähren) vorgesehen.

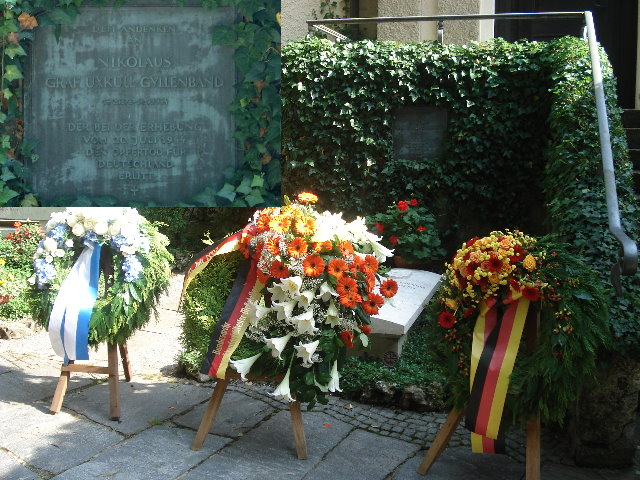
Epitaph des Nikolaus Graf von Üxküll-Gyllenband an der Pfarrkirche Lautlingen

Vom Attentat auf Hitler am 20. Juli 1944 erfuhr er in Lautlingen, wo er mit seiner Frau Ida zu diesem Zeitpunkt im Stauffenberg′schen Schloss wohnte. In der Nacht vom 22./23. Juli verhaftete ihn dort die Gestapo und brachte ihn zusammen mit der Ehefrau von Claus Stauffenberg Nina Schenk Gräfin von Stauffenberg ins Gefängnis nach Rottweil. Im Weiteren wurde Nikolaus Graf von Üxküll-Gyllenband dann nach Berlin verbracht und dort inhaftiert.
Am 13. September fand die Hauptverhandlung unter dem Vorsitz von Roland Freisler vor dem Volksgerichtshof statt. Gleichzeitig waren Heinrich Graf zu Dohna-Schlobitten, Michael Graf von Matuschka und Kaplan Hermann Josef Wehrle angeklagt.
Alle Angeklagten wurden am 14. September zum Tod verurteilt und in Plötzensee erhängt.